# Handelsnytt
Handelsnytt är en svensk fackförbundstidning vars målgrupp är anställda inom handeln, butik, lager och e-handel, samt tjänstemän inom arbetarrörelsen, ABF, Hyresgästföreningen, a-kassor m fl. Handelsnytt skriver även för frisörer, florister och skönhetsmedarbetare organiserade av Handelsanställdas förbund. 
Sedan 2020 är Helena Rönnberg chefredaktör och ansvarig utgivare för Handelsnytt. 
Bakom tidningen står LO-förbundet Handelsanställdas förbund.
Redaktionen är belägen i LO Mediehus på Kungsholmstorg 5 i Stockholm.